# Pjatnytschany (Lwiw)
Pjatnytschany (ukrainisch П'ятничани, russisch Пятничаны, polnisch Pietniczany) ist ein Dorf in der westukrainischen Oblast Lwiw mit etwa 195 Einwohnern.

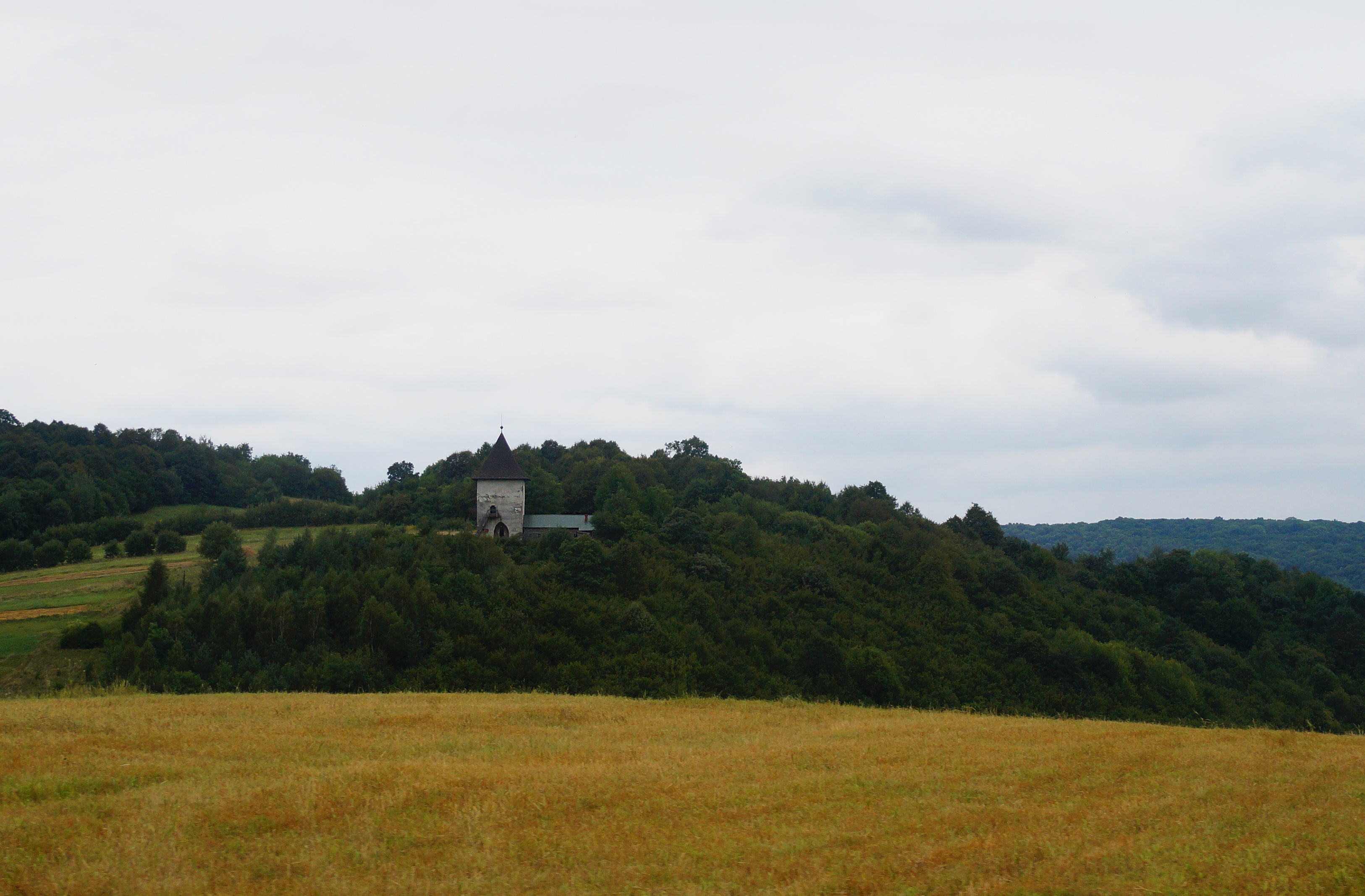
Überrest einer Burganlage, später eines Monasteriums in Pjatnytschany

Am 12. Juni 2020 wurde das Dorf ein Teil neu gegründeten Stadtgemeinde Bibrka im Rajon Lwiw; bis dahin gehörte es zusammen mit den Dörfern Chodorkiwzi (Ходорківці), Kolohory (Кологори) und Seniw (Сенів) zur Landratsgemeinde Sokoliwka (Соколівська сільська рада/Sokoliwska silska rada) im Rajon Schydatschiw.

## Geschichte
Im Dorf gibt es Überreste einer Burganlage des Fürstentums Galizien. Das Dorf auf dem polnischen Recht wurde im Jahr 1441 als Pantniczany urkundlich erwähnt. Der Ort bezeichnet einen Ort, wo es eine Paraskevi von Iași-Zerkwa gab.
Er gehörte zum Lemberger Land in der Woiwodschaft Ruthenien der Adelsrepublik Polen-Litauen. Bei der Ersten Teilung Polens kam das Dorf 1772 zum neuen Königreich Galizien und Lodomerien des habsburgischen Kaiserreichs (ab 1804).
Im Jahre 1786 wurden im Zuge der Josephinischen Kolonisation auf dem westlichen Grund des Dorfes deutsche Kolonisten katholischer Konfession angesiedelt. Die Kolonie wurde Mühlbach genannt und wurde eine unabhängige Gemeinde. Nicht weit von Mühlbach wurde auch die deutsch-katholische Kolonie Rehfeld im gleichen Jahr gegründet sowie später auch Ernsdorf.
Im Jahre 1900 hatte die Gemeinde Pietniczany 67 Häuser mit 383 Einwohnern, davon waren 301 ruthenischsprachig, 80 polnischsprachig, 2 deutschsprachig, 276 griechisch-katholisch, 89 römisch-katholisch, 18 Juden. In der Gemeinde Mühlbach gab es 31 Häuser mit 202 Einwohnern, davon 116 deutschsprachig, 78 polnischsprachig, 7 ruthenischsprachig, 185 römisch-katholisch, 8 griechisch-katholisch, 9 Juden.
Nach dem Ende des Polnisch-Ukrainischen Kriegs 1919 kamen beide Gemeinden zu Polen. Im Jahre 1921 hatte Pietniczany 74 Häuser mit 431 Einwohnern, davon 376 Polen, 55 Ruthenen (Ukrainer), 310 griechisch-katholisch, 113 römisch-katholisch, 8 Juden (Religion). In Mühlbach gab es 38 Häuser mit 235 Einwohnern, davon 209 Polen, 26 Ruthenen (Ukrainer), 183 römisch-katholisch, 34 griechisch-katholisch, 18 Juden (Religion).
Im Zweiten Weltkrieg gehörte der Ort zuerst zur Sowjetunion und ab 1941 zum Generalgouvernement, ab 1945 wieder zur Sowjetunion, heute zur Ukraine.